# Établissement de détention La Promenade
L'établissement de détention La Promenade est une prison de sécurité élevée située sur la commune de La Chaux-de-Fonds dans le canton de Neuchâtel. La prison, d'une capacité de 112 places, accueille pour moitié des individus en détention provisoire (ou détention avant jugement) et pour moitié des individus en exécution de peine.

## Présentation
L'établissement de détention La Promenade est une prison de sécurité élevée se trouvant à La Chaux-de-Fonds (Neuchâtel). L'établissement reçoit des personnes en détention provisoire ainsi que des condamnés à de courtes peines. Il arrive que des condamnés à de longues peines commencent leur incarcération à La Promenade avant leur transfert dans un établissement plus adapté (ex : établissement Bellevue, Neuchâtel ; établissements de la plaine de l'Orbe, Vaud ; établissement de Thorberg, Berne, etc.).
Après les travaux achevés en 2016, la capacité d'accueil de l'établissement est passée de 80 à 112 places.
En 2018, le coût de la détention était estimé entre 200 et 230 francs suisses pour la détention provisoire et entre 360 et 375 francs suisses pour l'exécution de peine.
En 2023, les "prix de pension journaliers" des personnes détenues en Suisse latine sont fixés selon une tabelle de la Conférence Latine des Directeurs de Justice et Police. Les tarifs pour les personnes en secteur fermé dans un établissement élevé comme l'EDPR sont de CHF 380.- par jour pour une personne en exécution de peine et de CHF 194.- / 224.- par jour pour une personne en détention avant jugement, selon qu'elle bénéficie d'une occupation ou non.

## Rénovation de 2016
À la fin des années 2000, les autorités politiques neuchâteloises s'inquiètent du vieillissement des installations pénitentiaires cantonales ainsi que de la surpopulation carcérale qui se développe. Un vaste programme de rénovation est lancé en 2008 à l'établissement de la détention La Promenade et à l'établissement d'exécution des peines de Bellevue,. Après l'évasion du détenu dangereux Jean-Louis B. de l'établissement de Bellevue, le programme est maintenu mais certains axes sont revus.
Outre la sécurisation des établissements pénitentiaires, leur modernisation et mise aux normes, les travaux ont également pour objectif de permettre au canton d'affermir sa place au sein du concordat latin (collaboration des cantons romands pour la détention en exécution de peine) en augmentant le nombre de places de détention disponibles,,,,. L'établissement de La Promenade voit ainsi sa capacité d'accueil augmenter de 32 places en 2016.
D'un montant initial d'un peu moins de 22 millions de francs suisses, les travaux durent au total 8 ans à la Promenade,. Cette durée particulièrement longue s'explique par la nécessité de poursuivre les activités carcérales dans les deux établissements neuchâtelois malgré les rénovations. Ainsi, les travaux sont divisés par secteurs et les détenus sont parfois déplacés entre Bellevue et La Promenade.
En 2023, des travaux de construction d'une nouvelle infirmerie sont entamés à l'EDPR, et consistent en la création d'un étage supplémentaire sur le bâtiment "historique" de la prison, vieux de 125 ans. L'inauguration a lieu en octobre 2024. Cette infirmerie ne crée aucune place de détention supplémentaire mais permet d'offrir des bureaux adéquats au personnel médical qui, depuis 2016, travaillait dans des containers provisoires installés dans la cour de promenade.

## Conditions de détention
Les travaux de rénovation débutés en 2008 et achevés en 2016 ont permis une certaine modernisation et mise aux normes des espaces cellulaires,,. Les conditions de détention se sont donc améliorées après cette date, même si l'ancienneté du bâtiment ne permet pas de répondre aux standards actuels en matière de détention. Les cellules sont majoritairement individuelles (il existe quelques cellules doubles ou triples, et une quadruple). Elles sont meublées d'un lit, d'une armoire, d'un bureau et d'une chaise et disposent d'un bloc sanitaire composé d'une toilette et d'un lavabo. Elles ont l'accès à l'eau courante ainsi que la télévision. Des espaces communs comme la cour de promenade ont également été rénovés et ont vu leur sécurité renforcée.
En 2013, une « cellule rose » est testée au sein de l'établissement,. Inspiré du concept Cool Down Pink mis en œuvre à la prison de Pfäffikon (Zurich), les cellules roses ont leurs murs peints en rose. Selon la psychologue Daniela Späth, la coloration aurait des effets calmants sur les détenus. La responsable des services pénitentiaires neuchâtelois indique que la cellule rose mise en place à La Promenade est utilisée comme cellule d'isolement en cas de besoin disciplinaire (comportement agressif du détenu) ou de protection (automutilation notamment). Toutefois, selon l'heure de la journée, la cellule rose a pu apparaître rouge à certaines personnes, et a conduit l'une d'entre elles à décompenser, voyant du sang sur les murs. La cellule a donc été repeinte en blanc cassé.
Les fouilles menées dans l'établissement La Promenade par les forces de l'ordre neuchâteloise permettent la découverte de stupéfiants et d'objets interdits, notamment des armes blanches ou des téléphones,,. En novembre 2018, les autorités cantonales se félicitent du maigre bilan de la fouille - de petites quantités de drogues et aucun objet illicite - démontrant ainsi l'efficacité des mesures de sécurité en vigueur. Les fouilles sont quotidiennement effectuées par le personnel pénitentiaire, et quelques opérations d'envergure en collaboration avec la police neuchâteloise ont été menées, conduisant à chaque fois à des saisies minimes indiquant un trafic faible au sein de l'établissement.

## Décès au sein de l'établissement
Un homme décède en 2005 dans l'établissement de La Promenade.
Deux détenus de 20 et 35 ans, en mauvaise santé, mettent fin à leur jour à la fin du mois de février 2006. Les deux hommes meurent à quelques jours d'intervalles d'une intoxication médicamenteuse (méthadone et d'autres substances).
Un homme de 53 ans, prévenu dans une affaire de meurtre, se suicide dans sa cellule en novembre 2017,,.
En février 2019, un jeune Suisse de 24 ans exécutant sa peine meurt dans sa cellule,. L'enquête privilégie la piste du suicide.
Le 5 mai 2024, un jeune détenu est retrouvé sans vie dans sa cellule.

## Évasions
En octobre 2011, un détenu parvient à s'échapper de l'établissement. Enfermé dans la tour, il sort de sa cellule par la fenêtre et saute sur un toit proche. Il parvient à quitter l'enceinte en se laissant glisser du toit jusque dans la rue à l'aide d'un drap.
En juin 2013, un homme s'évade de la prison après avoir bénéficié d'une aide extérieure pour fracturer un portail.
En juin 2022, un détenu parvient à s'évader brièvement en escaladant les barbelés et en sautant de cinq mètres. Il s'est fait rattraper par les agent.e.s de détention à quelques rues de l'établissement.